# Байсад
«Байсад» — советский и российский производитель продуктов питания в Кисловодске, Кашире и Луховицах.

## История
История марки «Байсад» берёт своё начало в ноябре 1990 года. «Байсад» считается крупнейшим и самым надёжным[прояснить] производителем продуктов питания на юге России.  В 2013 году был проведён ребрендинг компании.
Значительная часть продуктов питания марки «Байсад» выпускается в Кисловодске. В ассортимент бренда входят:
- майонезы;
- кетчупы;
- томатные пасты;
- макаронные изделия[4];
- картофель фри;
- колбасные изделия;
- замороженная продукция;
- мука[5];
- печенье[6][7];
- соусы.

В 2012 году торговая марка «Байсад» начала выпуск макарон под названием «Кисловодские», а в 2015 году был начат выпуск замороженного картофеля фри и картофельных хлопьев. Компания имеет широкую географию продаж в Северо-Кавказском федеральном округе, Южном федеральном округе, Центральном федеральном округе, Приволжском федеральном округе, Санкт-Петербурге, Крыму, Севастополе, Якутске, Южно-Сахалинске, Армении и Грузии. В разное время продукция «Байсад» представлялась на выставках WorldFood, Продэкспо, Золотая осень (Москва), InterFood (Краснодар), ЮгПродЭКСПО, Ростов гостеприимный (Ростов-на-Дону), Пищевая индустрия (Ставрополь и Волгоград), Дагпродэкспо и так далее.
Центральный офис «Байсада» находится в Москве.